# باتك فيليب
باتك فيليب وشركاه (PP) هي شركة سويسرية تأسست عام 1851، لصناعة ساعات اليد الفاخرة، ومقرها جنيف.
أشتهر بلبسها الدائم الرئيس العراقي السابق صدام حسين حيث كانت لا تفارق معصمه.

## ألبوم صور

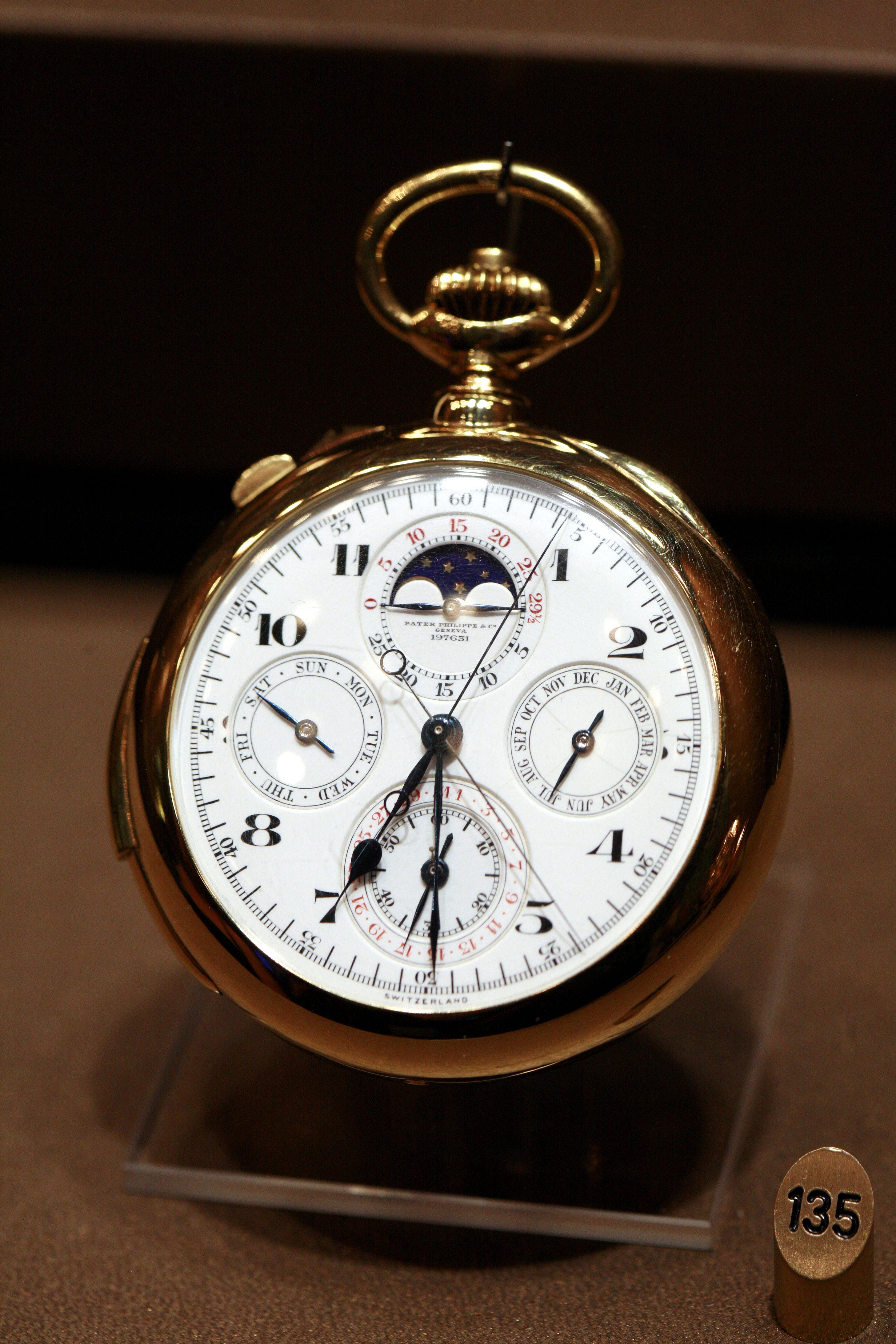
ساعة جيب
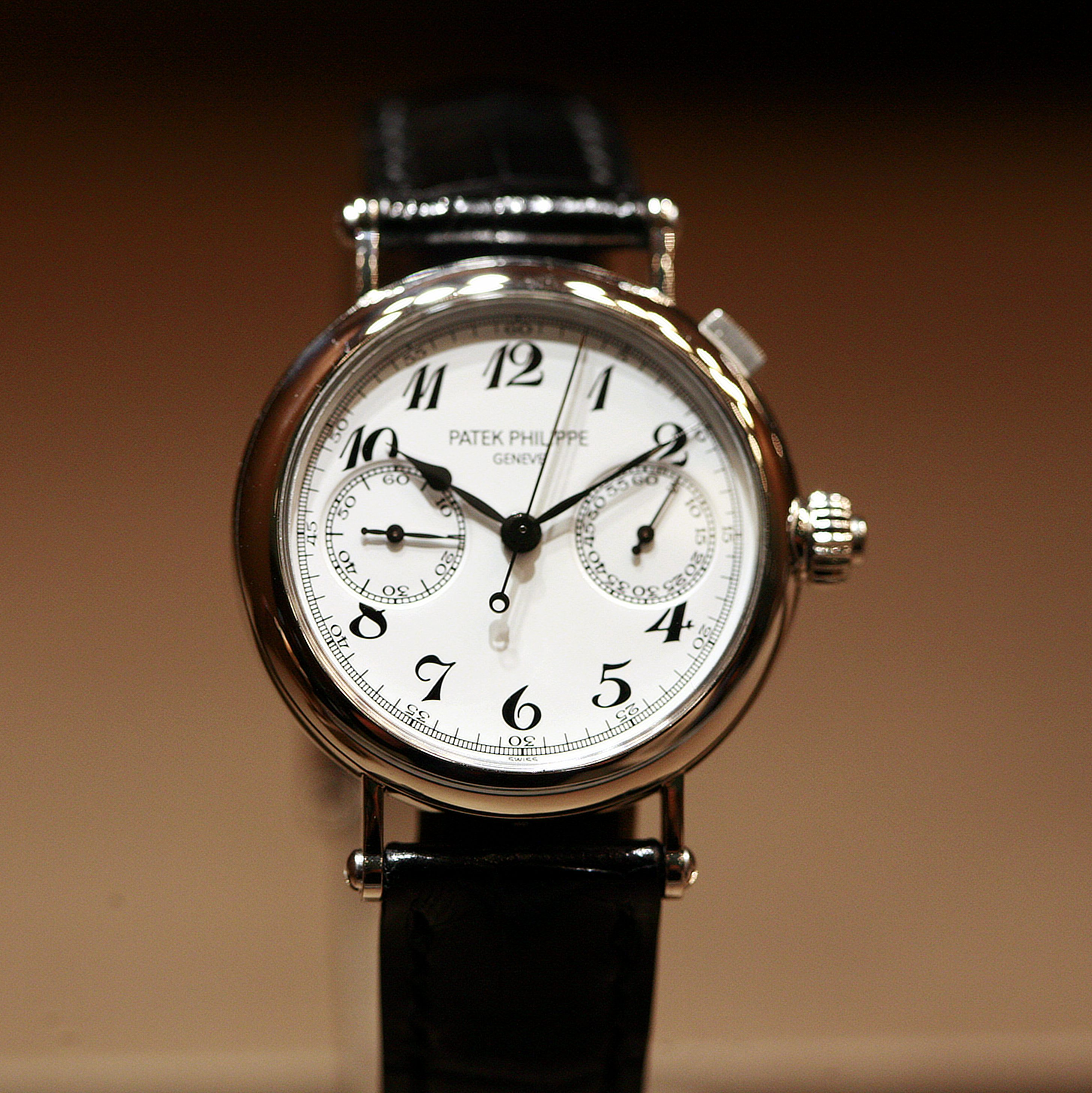
ساعة يدوية
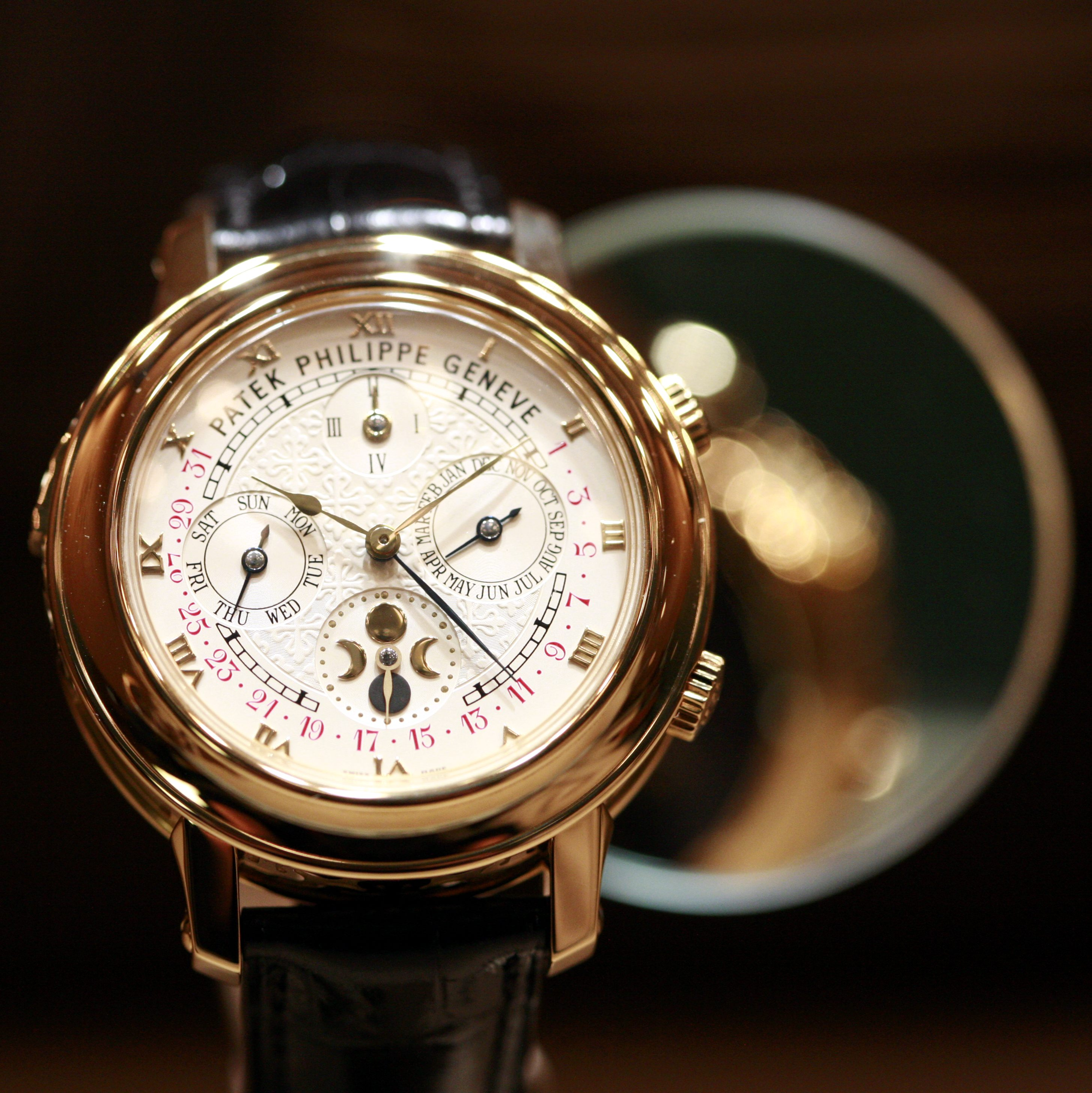
ساعة يد